# Marmorkirken
La Frederiks Kirke (chiesa di Federico in danese), meglio nota come Marmorkirken (Chiesa marmorea) è una delle chiese di Copenaghen, capitale della Danimarca.

## Storia e descrizione

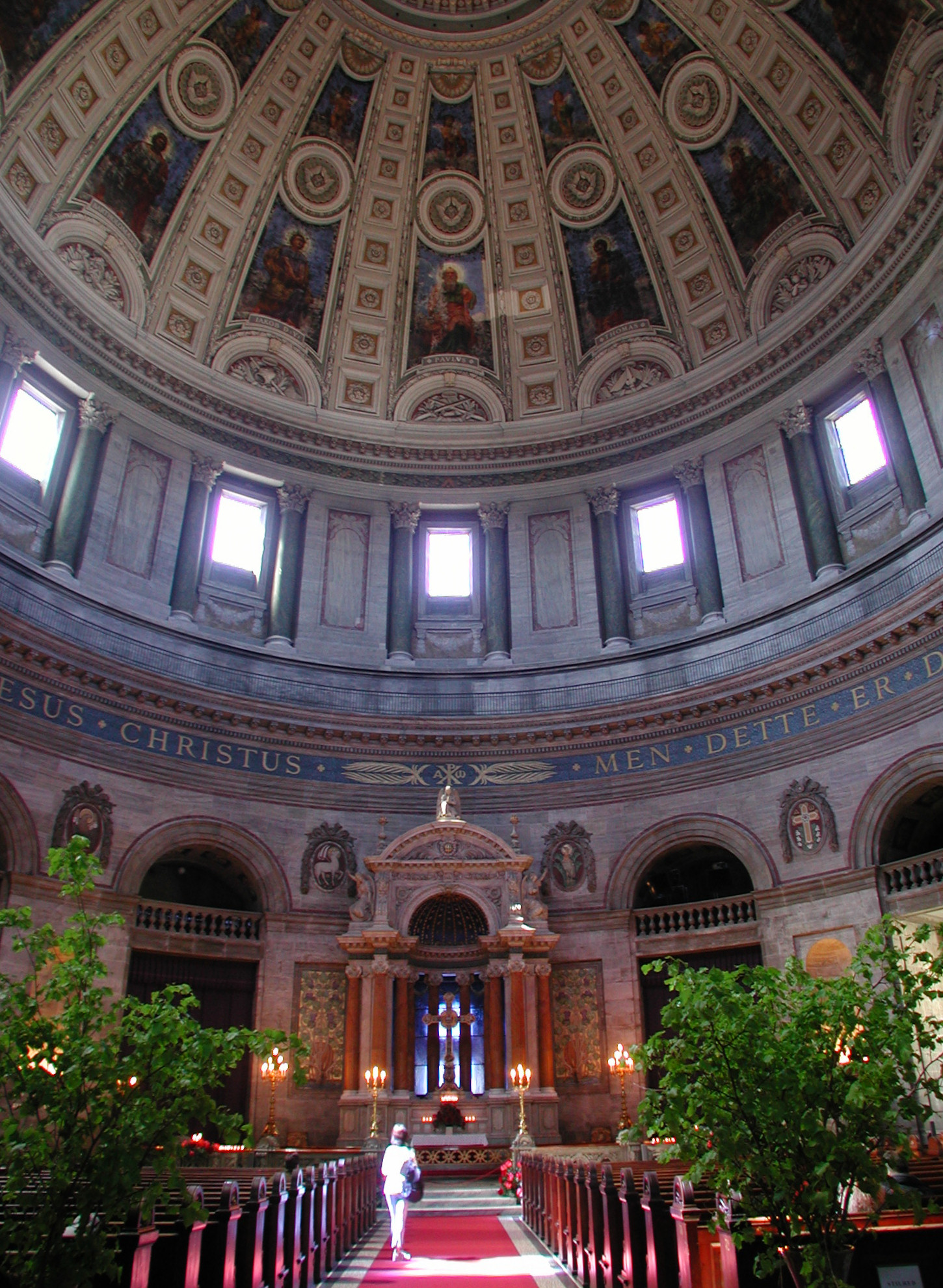
Veduta dell'interno

Fu progettata dall'architetto Nicolai Eigtved nel 1740 insieme al Frederiksstad, il quartiere di Copenaghen in cui si trova, per commemorare il 300º anniversario dell'incoronazione del primo membro del Casato degli Oldenburg.
L'edificio ha la più grande cupola di tutta la Scandinavia con un diametro di 31 m e poggia su 12 colonne, ispirata alla più celebre cupola di San Pietro di Roma.
Per dissapori tra l'architetto e lo scultore chiamato a realizzare le statue che dovevano ornare la chiesa, questi le fece troppo grandi per essere ospitate nelle nicchie e così furono poste all'esterno.